# Breguet 941
Breguet 941 é um modelo de avião monoplano de asa alta quadrimotor de transporte produzido pela Breguet.
|  |  |

## Variantes
- Breguet Bre 940 Integral protótipo experimental.
- Breguet Bre 941 protótipo final.
- Breguet Bre 941S versão de produção quatro produzidos.
- Breguet Bre 942 proposto para uso civil não construído.
- Breguet 945 estudo para versão menor não construído.
- McDonnell 188 proposto para produção e desenvolvimento sob licença.

## Especificações (Br 941S)
Dados de: The Encyclopedia of World Aircraft.
Descrições gerais
- Tripulação: 2
- Capacidade: 57 passageiros civis ou 40 soldados equipados ou 24 macas
- Comprimento: 23,75 m (78 ft)
- Envergadura: 23,40 m (77 ft)
- Altura: 9,65 m (32 ft)
- Área alar: 83,8 m² (902 ft²)
- Peso vazio: 13,460 kg (29,7 lb)
- Peso de decolagem: 26 500 kg (58 400 lb)

Motorização
- Número de motores: 4x
- Tipo do motor: Turboélice
- Fabricante/modelo: Turbomeca Turmo IIID3
- Potência por motor: 1 500 hp (1 120 kW)

Performance
- Velocidade máxima: 450 km/h (280 mph)
- Velocidade total em Nó: 242,98 kn (450 km/h)
- Alcance: 1 000 km (621 mi)
- Tecto de serviço: 9 500 m (31 200 ft)
- Pista máx. decolagem (MTOW): 185 m (607 ft)